# Lin Feng
Lin Feng (Langzeichen: 林鳳, Kurzzeichen: 林凤, Pinyin: Lín Fèng), auch als Limahong bzw. Lim ah hong bekannt, († 1575 in Pangasinan) war ein chinesischer Warlord und Pirat des 16. Jahrhunderts.
Der aus ärmlichen Verhältnissen stammende Lin Feng machte als Verbrecher Karriere und plünderte mit seinen Gefolgsleuten die Ostküste Chinas. Damit unterminierte er die Staatsmacht der Mingdynastie.
Um sich dem Zugriff Qianlongs zu entziehen, sammelte Lin Feng 3.000 Getreue um sich und wagte 1573 einen Überfall auf die kurz zuvor von Spanien eroberten Philippinen.
Im Frühjahr 1574 landete er mit seinen Männern in Ilocos Sur im äußersten Nordwesten Luzóns. Er wurde in Kämpfe mit dem spanischen Konquistador Juán de Salcedo verwickelt und entschloss sich, die Flucht nach vorne anzutreten. Lin Feng marschierte aufs heutige Manila zu und belagerte die erst 1571 erbaute Festung Fuerza de Santiago. Lin Feng eroberte die Stadt und ließ sie bis auf die Grundmauern niederbrennen, der spanische Kommandant Martín de Goiti wurde getötet.
1575 gelang dem zur Hilfe geeilten Juán de Salcedo, die Männer Lin Fengs zum Rückzug nach Pangasinan zu zwingen, wo Lin Feng schließlich gefasst werden konnte und auf dem Scheiterhaufen hingerichtet wurde.

## Leben
Lin Feng wurde unter dem Namen Dim Mhon im Schoße einer armen Familie in der Stadt Tru Cheo (Teochew) in der Provinz Cuy Tan (von den Portugiesen während des 16. Jahrhunderts auch Catim genannt) geboren.
Sehr bald begann Limahong kriminellen Geschäften nachzugehen und entwickelte sich zu einem Piraten mit mehr als 2.000 Gefolgsleuten. Nachdem seine Angriffe auf Häfen und Schiffe im Süden Chinas zunahmen, wurde ein Haftbefehl ausgestellt, um ihn lebend zu fassen und ihn die Stadt Tay zu bringen.
Limahong verließ daraufhin den Süden Chinas und begann ein Leben als Pirat auf hoher See. Nachdem seine Flotte über 40 Schiffe zählte, kehrte er nach China zurück und griff eine Stadt an, welche sich zu diesem Zeitpunkt in der Hand eines anderen Piraten, Vinh To Quiam befand. Vinh gelang es, mit fünf Schiffen zu fliehen, wobei er seine restlichen 55 Schiffe zurückließ. 1573 sammelte er 3.000 chinesische Krieger, Abtrünnige und Vagabunden um sich und zog sich mit ihnen auf die Insel Luzon zurück.
Von ihrer Insel aus starteten der Piratenanführer und seine Banditen einen regelrechten Krieg gegen die Spanier. Sie landeten zum ersten Mal im Frühjahr 1574 in Ilocos Sur, wo es zu einer Auseinandersetzung mit dem Kommandanten Juan de Salcedo und seiner Truppe kam. Den Spaniern gelang es schließlich, die Piraten zu vertreiben.
Der regierende Kaiser der Mingdynastie entsandte daraufhin mit 40.000 Soldaten bemannte Schiffe, um die Piraten gefangen zu nehmen und die Piraten begannen Handelsschiffe zu kapern, welche von Manila aus Handel mit China trieben.
Von zwei dieser Schiffe erfuhren die Piraten, dass Manila eine neue, relative unbewachte spanische Niederlassung war. Limahong, der wusste, dass China zu dieser Zeit eine Politik verfolgte, welche der Bekämpfung der Nachbarstädte absagte, beschloss Manila zu erobern und dort sein eigenes Königreich zu gründen.
Lin Feng heiratete Nataracy.
Am 29. November 1574 griffen die Piraten auf dem Weg nach Intramuros, dem spanischen Regierungssitz der Philippinen, das Dorf Parañaque und seine Bewohner an. Laut Berichten aus dieser Zeit waren die Einwohner erst desorganisiert, bis ein Mann namens Galo die Führung übernahm. Mit seiner Hilfe und dem Eintreffen der spanischen Kriegsmacht unter Captain Juan de Salcedo gelang es, die Piraten zu vertreiben. Die erbitterte Abwehr schockierte die Piraten, die angenommen hatten, auf wenig Widerstand zu stoßen und Manila ohne Schwierigkeiten erobern zu können. Das Blut der Gefallenen färbte das Wasser des Hafens rot, die Schlacht wurde als der „Vorfall, der die See färbte“ bekannt. Die Parañaqueños retteten durch ihren Widerstand nicht nur ihr Dorf, sondern brachten den Piraten dazu, seine Pläne zur Eroberung Manilas aufzugeben. Galo bekam als Dank für seine Hilfe von der spanischen Krone den Titel „Don“ zugesprochen. Später wurde ein Wohnviertel nach ihm benannt: Thus, Dongalo.
Nachdem seine Pläne, Manila zu erobern, durchkreuzt worden waren, lief Limahong in Richtung Golf von Lingayén aus, um sich in der Provinz Pangasinan niederzulassen, wo er sich außer Reichweite der chinesischen und spanischen Autoritäten wusste. Nahe der Mündung des Flusses Agno baute er eine Festung mit einer Palisade aus Palmenholz, mit Palmblättern bedachte Behausungen und einen Palast. Er verkündete daraufhin, er habe die Spanier besiegt, werde nun als König über sie herrschen und somit müssten sie ihm Achtung erweisen. Um die Situation für die Eingeborenen zu verschlimmern, ließ er ihre Anführer gefangen nehmen und benutzte diese als Geiseln.
Die Spanier hatten den Piraten ein Spähschiff nachgeschickt, und der Captain Gouverneur Lavezares kehrte nach kurzer Zeit mit dem genauen Aufenthaltsort der Piraten zurück.
Eine Expedition von 256 Spaniern und über 2.500 philippinischen Soldaten – unter ihnen auch der Lakandula von Tondo und sein Sohn, verließen am 23. März 1575 auf 59 Schiffen den Hafen, um den Piraten und ihrem Treiben ein Ende zu bereiten. In Pangasinan schlossen sich dem Heer weitere Soldaten an, und am 30. März überquerten sie den Agno, um die ahnungslosen Chinesen zu überraschen. Juan de Salcedo war anstelle von Martín de Goiti zum Feldmarschall ernannt worden.
Zur Seite standen ihm die Capitaine Lorenzo Chacon, Pedro de Chavez und Gabriel de Rivera. Beim Einlaufen in den Fluss bemerkte Salcedo eine schmale Stelle, wo der Kanal leicht blockiert werden könnte, um die Piraten an der Flucht zu hindern. Während er dort die Stellung hielt, sandte er de Rivera mit 28 Mann an Land und befahl de Chavez und Chacon, mit 9 kleinen Schiffen und 80 Männern den Fluss hinaufzusegeln, um die chinesischen Schiffe zu erobern. Der Angriff musste koordiniert werden, um ein gleichzeitiges Eintreffen der drei Capitaine sicherzustellen.
Die den Fluss hinaufsegelnden Männer trafen jedoch auf 35 Schiffe der chinesischen Flotte, welche auf dem Weg waren Provisionen einzusammeln. Die ahnungslosen Piraten setzten die Schiffe an Land und ergriffen die Flucht zu Fuß.

## Quelle
- Antonio de Morga: Sucesos de las Islas Filipinas. Mexiko-Stadt 1609, 2 Bände.
  - englische Übersetzung von Emma Helen Blair unter dem Titel History of the Philippine Islands. From their discovery by Magellan in 1521 to the beginning of the XVII century. With descriptions of Japan, China and adjacent countries. The Arthur H. Clark Company, Cleveland 1907, 2 Bände (erschienen in der Reihe The Philippine Islands, 1493–1898. Explorations by early navigators, descriptions of the islands and their peoples, their history and records of the catholic missions, as related in contemporaneous books and manuscripts, showing the political, economic, commercial and religious conditions of those islands from their earliest relations with European nations to the beginning of the nineteenth century als Bände 15 und 16).

| Personendaten    | Personendaten                                                                                   |
| ---------------- | ----------------------------------------------------------------------------------------------- |
| NAME             | Lin Feng                                                                                        |
| ALTERNATIVNAMEN  | 林風 (chinesisch, Langzeichen); 林风 (chinesisch, Kurzzeichen); Lín Fēng; Limahong; Lim ah hong |
| KURZBESCHREIBUNG | chinesischer Warlord und Pirat                                                                  |
| GEBURTSDATUM     | 16. Jahrhundert                                                                                 |
| STERBEDATUM      | 1575                                                                                            |
| STERBEORT        | Pangasinan                                                                                      |